# Lane megyei Közösségi Főiskola
A Lane megyei Közösségi Főiskola állami fenntartású felsőoktatási intézmény az Amerikai Egyesült Államok Oregon államának Eugene városában, emellett Florence-ben, Cottage Grove-ban és a Eugene-i repülőtéren is folyik oktatás.

## Története
Az 1964-es népszavazáson a megye lakosai 5944–1282 arányban a Eugene-i Szakközépiskola utódjául szolgáló intézmény megalapítása mellett döntöttek.

### 1964–1989
Az oktatási bizottság 1964 novemberi ülésének témája az oktatók és a lehetséges helyszín felkutatása volt. Az intézmény 1965-ben a közösségi főiskolák szövetségének tagja lett. Az oktatás 1965. szeptember 20-án indult; az első évben 1500-an tanultak itt.
Mark Hatfield kormányzó 1965 októberében mutatta be az intézmény alapító okiratát, majd a campus finanszírozására ötéves adót vezettek be. Az 1967. augusztusi alapkőletételen felszólalt Wayne L. Morse szenátor. Wilfred Gonyea helyi lakos 1965-ben 43 hektár területet adományozott, amit újabb földadományok követtek. A florence-i telephely a Christensen házaspár által biztosított területen nyílt meg.
1966-ban a szavazók hozzájárultak a székhely megépítéséhez szükséges 9,6 millió dolláros kötvényhez, majd 1968-ban az ingatlanadó-alapot 1,5 millió dollárban állapították meg. A campust 1969-ben Tom McCall kormányzó nyitotta meg egy rönk átfűrészelésével.
A Lane a Közösségifőiskola-fejlesztési Liga alapító tagja. A florence-i campus 1976-ban, a Forest Grove-i 1977-ben nyílt meg; utóbbi számára állandó épületet 1983-ban vásároltak.

### 1990-től
1990-ben maximálták az ingatlanadókat, majd a főiskola számára új adóalapot állapítottak meg. Mivel a döntés az állami közösségi főiskolák finanszírozását kiegyenlítette volna, a lehetséges bizonytalanságokat Mike Holland, a közösségi főiskolai bizottság elnöke „kozmikus viccnek” nevezte. Végül sikeresen kilobbizták az új adóalapot, de Jerry Moskus rektor szerint „sem a főiskola, sem Oregon nem lesz már a régi”.
Az északi foltosbaglyok védelmének kérdése és az 1990-es évekbeli országos recesszió miatt számos faipari munkás tanult a Lane-en. George W. Bush szerint „nyakig járunk majd a baglyokban, és minden faipari munkás munkanélküli lesz”. A The New York Times szerint az átképzés sikeres volt, tízből kilenc személy talált magának új munkahelyet.
2002-ben a finanszírozás csökkenése miatt a költségvetést hét százalékkal csökkentették, a tandíjakat pedig 26%-kal emelték. A nem betöltött pozíciókat nem hirdették meg, de így is elbocsátásokra került sor. 2015-ben 12,7 millió dolláros hiányt jelentettek, amelyet öt százalékos tandíjemeléssel kompenzáltak (2000 óta a tandíjak 172%-kal emelkedtek). A nagy gazdasági világválságot követően a hallgatói létszám negyven százalékkal emelkedett, viszont azt követően meredeken csökkent.
2013-ban az öregdiákok vissza nem fizetett diákhiteleinek aránya megközelítette a harminc százalékos küszöbértéket, melynek elérése esetén megtiltják újabb diákhitelek felvételét. A hallgatók 73%-a vesz fel diákhitelt.

## Szervezeti felépítés
Az intézményt irányító oktatási bizottságnak hét önkéntes tagja van; feladatuk a szabályhozás, valamint a képzések és a napi működés felügyelete. Az intézmény az Oregoni Felsőoktatás-koordinációs Bizottság felügyelete alatt áll.

## Campusok
A brutalista stílusú, huszonöt tantermes székhely az Interstate 5 közelében, Eugene és Springfield között található. A teljesen akadálymentesített épületből betonhidak vezetnek a szomszédos létesítményekhez. A déli oldalon sportpályák, a többi oldalon parkolók vannak és futópályák vannak. Telephelyeket tartanak fenn Eugene belvárosában, Florence-ben, Cottage Grove-ban, valamint a Lane megyei Repülőakadémia számára a Eugene-i repülőtéren.
A Mary Spilde Centerben energiagazdálkodási képzések folynak, illetve itt található egy kollégium is. A Cottage Grove-i campuson előkészítő oktatás, a florence-in pedig ápolóképzés folyik. A repülőakadémián pilótaoktatás (személy- és teherszállításra, valamint magángépekre is), illetve karbantartói képzés zajlik.

### Fejlesztések
Az 1995 óta zajló építkezések és felújítások közül többet is kötvénykibocsátással finanszíroznak:
- 1995-ben a székhelyet új tantermekkel bővítették, emellett több középiskolában is képzőhelyeket alakítottak ki.
- 2008-ban infrastruktúra-fejlesztést hajtottak végre.
- 2009-ben forrásokat különítettek el az elhalasztott karbantartásokra.
- 2009-ben támogatásokkal egészségtudományi képzőhely épült, emellett új ösztöndíjakat vezettek be.
- 2010 őszén indián hosszúház épült.
- Támogatásokkal több, LEED-tanúsítvánnyal rendelkező létesítmény épült.[17]
- 2016-ban a 30. sugárúti campust felújították és könyvesboltot nyitottak.[18][19][20]

Az 1995-ben épült képzőközpontok később bezártak és az otthont adó középiskoláknak adományozták őket. A 2010-ben épült elektromosautó-töltők számát megfelezték, de egyesek még így is sokallták számukat az elektromos járművek alacsony száma miatt.
Az intézmény több épülete is rendelkezik LEED tanúsítvánnyal, emellett 2013-ban a US Green Building Schools díjazta a zöld erőfeszítéseket.

## Oktatás
Az intézmény kétéves felsőoktatási szakképzéseket, köztük környezetvédelmi kurzusokat kínál.
Nem kredites formában angol, mint idegen nyelv, érettségivel nem rendelkezők számára pedig felzárkóztató programok érhetők el. 2009 óta a főiskola számos oktatásfejlesztési projektben részt vesz.
Az oktatási minisztérium által finanszírozott TRiO és TRiO STEM képzésekben szervezési és időgazdálkodási ismereteket is tanítanak.

### Akkreditáció
Az iskolát az Északnyugati Főiskolák és Egyetemek Egyesülete, az egyes képzéseket pedig a térség szakképzési szövetségei akkreditálták.
A 2014. októberi terepszemlén hiányosságokat állapítottak meg; nem a folyamatokkal, hanem azok végrehajtásának módjával voltak problémák. Ezeket 2018 novemberére orvosolták.

## Hallgatók
A 2016–2017-es tanévben a huszonhatezer hallgató 62%-a kredites, 38%-a pedig nem kredites formában folytatta tanulmányait. 46%-uk nappali, 54%-uk pedig levelező munkarendben tanult.
2016 őszén a kredites képzésben tanulók átlagéletkora 25,4, míg a nem kreditesben tanulók átlagéletkora 43,3 év volt. A hallgatók többsége nő (51–49, illetve 56–33 arányban (11% más gender)). 72% fehér, 14% latino, 7% többrasszú, 3% ázsiai, 1% pedig Csendes-óceáni származású. Az indián származásúak aránya 3, az afroamerikaiaké 1 százalék.
2010-ben az intézmény lett az USA második főiskolája, ahol indián hosszúházat létesítettek. Az iskolának 650 indián hallgatója van, és évente itt rendezik meg a térség legnagyobb pow-wow-ját. 2006 óta csinúk nyelvet is oktatnak, amelyet az állami felsőoktatási intézmények elismernek második tanult nyelvként.

## Rádió
A KLCC rádióadó hétköznap beszélgetős műsorokat, hétvégén pedig zenét sugároz.

## A kultúrában
- A Fejjel a falnak című film egyes jeleneteit 1969-ben a campuson vették fel, amely ekkor még építés alatt állt.[36]
- A The Grateful Dead 1971. január 22-én jótékonysági koncertet adott.[37]
- 1996-ban a Prefontaine című film egyik jelenetét itt rögzítették.
- A főiskola a David Joyce Galéria fenntartója, ahol 2015-ben ideiglenesen kiállították a repülőtéren található Flight Patterns alkotást.[38]

## Fordítás
- Ez a szócikk részben vagy egészben  a   Lane Community College című angol Wikipédia-szócikk ezen változatának fordításán alapul.  Az eredeti cikk szerkesztőit annak laptörténete sorolja fel. Ez a jelzés csupán a megfogalmazás eredetét és a szerzői jogokat jelzi, nem szolgál a cikkben szereplő információk forrásmegjelöléseként.